# Borgarfjarðarsveit
 (décembre 2013).
 (septembre 2020).
Si vous disposez d'ouvrages ou d'articles de référence ou si vous connaissez des sites web de qualité traitant du thème abordé ici, merci de compléter l'article en donnant les références utiles à sa vérifiabilité et en les liant à la section « Notes et références ».

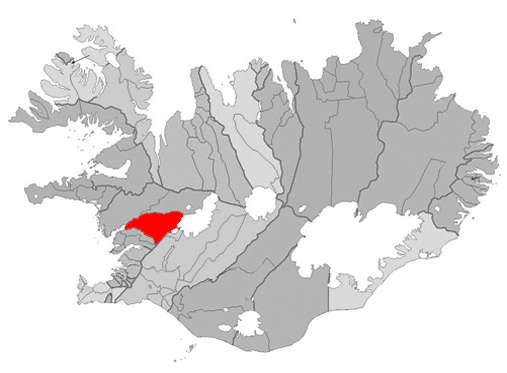
Localisation en Islande

Borgarfjarðarsveit (Borgarfjaretharsveit sans le diacritique ð) était une municipalité de l'ouest de l'Islande qui comptait 732 habitants au 1er décembre 2005. Elle a fusionné en 2006 avec les municipalités de Hvítársíðuhrepp, Kolbeinsstaðahrepp et Skorradalshrepp pour former la municipalité de Borgarbyggð.